# Robert Szigeti
Robert Szigeti est un homme politique français, né le 5 mars 1905 à Paris, mort le 18 août 1990 à Paris.

## Biographie
Médecin de profession, il devint maire de Montargis (Loiret) le 17 janvier 1954 et le demeure jusqu'en mars 1971.
Il est également le premier président, à partir de 1959, du District urbain de l'agglomération montargoise, fonction qu'il occupe également jusqu'en 1971.
Il siège également à l'Assemblée nationale, du 30 novembre 1958 au 9 octobre 1962, au titre de la quatrième circonscription du Loiret (ancien découpage, jusqu'en 1986). Il siège au sein du groupe Entente démocratique, classé au centre gauche.

## Mandats électifs
- Conseiller municipal et maire
  - 1953 – 1954 : conseiller municipal de Montargis (Loiret)
  - 17 janvier 1954 – mars 1959 : maire de Montargis
  - mars 1959 – mars 1965 : maire de Montargis
  - mars 1965 – 26 mars 1971 : maire de Montargis
- Structure intercommunale :
  - 1959 – mars 1965 : président du District urbain de l'agglomération montargoise (ancêtre de l'actuelle communauté d'agglomération « Agglomération Montargoise et Rives du Loing »
  - mars 1965 – mars 1971 : président du District urbain de l'agglomération montargoise
- Député :
  - 30 novembre 1958 – 9 octobre 1962 : député du Loiret (4e circonscription, découpage antérieur à 1986)